# Martin D'Arcy
Martin D'Arcy, né le 15 juin 1888 à Bath (Somerset) et mort le 20 novembre 1976 à Londres est un prêtre jésuite, théologien et philosophe anglais. Au Royaume-Uni, il est connu comme « le Philosophe de l'amour ».

## Biographie
Issu d'une famille de juristes d'origine irlandaise, il entre dans la Compagnie de Jésus en 1906 après des études au Stonyhurst College. Jésuite, il étudie la philosophie et la théologie à l'université d'Oxford et à l'université pontificale grégorienne de Rome. Il est ordonné prêtre en 1926. Il est provincial des Jésuites d'Angleterre de 1945 à 1950.

## Carrière et publications
Martin D'Arcy a passé la plus grande partie de sa vie à la résidence des Jésuites d'Oxford, Campion Hall, tout en effectuant de réguliers séjours à l'étranger. Il fut invité à enseigner notamment à Georgetown University, Gonzaga University, Cornell, ou à l'Institute for Advanced Study à Princeton, New Jersey.
Son ouvrage majeur est et demeure The Mind and Heart of Love, publié par T. S. Eliot en 1945, ouvrage qui explore la relation théologique de l'éros et de l'agapé. Cet ouvrage a une énorme influence sur les intellectuels catholiques anglais de l'époque. En conséquence, on attribue au père D'Arcy le surnom de « Philosophe de l'amour ».